# NGC 2585
NGC 2585 је спирална галаксија у сазвежђу Хидра која се налази на NGC листи објеката дубоког неба.
Деклинација објекта је - 4° 54' 55" а ректасцензија 8h 23m 26,2s. Привидна величина (магнитуда) објекта NGC 2585 износи 13,7 а фотографска магнитуда 14,5. NGC 2585 је још познат и под ознакама MCG -1-22-10, IRAS 08209-0445, PGC 23537.